# Doris Dragović
Dorotea "Doris" Dragović (Split, 16 april 1961) is een Kroatische zangeres.

## Carrière
Ze begon haar carrière in de jaren 80 en had hits als Željo moja, Sedam mora, sedam gora en Selim ti ja. Met Željo moja vertegenwoordigde ze Joegoslavië op het Eurovisiesongfestival van 1986, na eerst de nationale voorronde Jugovizija gewonnen te hebben. Op het festival werd ze uiteindelijk 11de.
Dertien jaar later, in 1999, waagde ze opnieuw haar kans, ditmaal voor Kroatië. Zij moest eerst langs de voorronde Dora, waar zij 23 tegenstanders versloeg met het krachtige Marija Magdalena. Op het songfestival nam ze deel onder haar voornaam Doris en werd zij vierde.
Ze is nog steeds een populaire zangeres in haar thuisland.
Eind januari 2014 trad Dragović samen met Jelena Rozga op in de X Factor Adria, waar ze haar bekende hit Marija Magdalena live zong. Ze promootte hiermee haar eerste concert na vijfentwintig jaar in Belgrado.

## Privéleven
Dragović is bekend als supporter van Torcida Split, een supportersgroep van HNK Hajduk Split. In 2001 werd Dragović bedreigd door leden van Torcida, omdat ze zong voor de Montenegrijnse premier Milo Đukanović. Dragović is getrouwd met voormalig waterpolospeler Mario Budimir.

## Discografie

### Albums
| Album met eventuele hitnotering(en) in de Nederlandse Album Top 100 | Datum van verschijnen | Datum van binnenkomst | Hoogste positie | Aantal weken | Opmerkingen   |
| ------------------------------------------------------------------- | --------------------- | --------------------- | --------------- | ------------ | ------------- |
| Tigrica                                                             | 1985                  | -                     |                 |              |               |
| Željo moja                                                          | 1986                  | -                     |                 |              |               |
| Tužna je noć                                                        | 1987                  | -                     |                 |              |               |
| Tvoja u duši                                                        | 1987                  | -                     |                 |              |               |
| Pjevaj srce moje                                                    | 1988                  | -                     |                 |              |               |
| Budi se dan                                                         | 1989                  | -                     |                 |              |               |
| Dajem ti srce                                                       | 1992                  | -                     |                 |              |               |
| Ispuni mi zadnju želju                                              | 1993                  | -                     |                 |              | Verzamelalbum |
| Baklje Ivanjske                                                     | 1995                  | -                     |                 |              | Verzamelalbum |
| Rođendan u Zagrebu                                                  | 1996                  | -                     |                 |              | Verzamelalbum |
| Živim po svom                                                       | 1997                  | -                     |                 |              | Livealbum     |
| Krajem Vijeka                                                       | 1999                  | -                     |                 |              |               |
| Lice                                                                | 2000                  | -                     |                 |              | Verzamelalbum |
| 20 godina s ljubavlju                                               | 2001                  | -                     |                 |              |               |
| Malo mi za sriću treba                                              | 2002                  | -                     |                 |              | Livealbum     |
| Ja vjerujem                                                         | 2009                  | -                     |                 |              |               |

1961: Ljiljana Petrović · 
1962: Lola Novaković · 
1963: Vice Vukov · 
1964: Sabahudin Kurt · 
1965: Vice Vukov · 
1966: Berta Ambrož · 
1967: Lado Leskovar · 
1968: Luciano Kapurso & Hamo Hajdarhodžić · 
1969: Ivan & 3M · 
1970: Eva Sršen · 
1971: Krunoslav Slabinac · 
1972: Tereza · 
1973: Zdravko Čolić · 
1974: Korni · 
1975: Pepel in Kri · 
1976: Ambasadori · 
1981: Seid Memić-Vajta · 
1982: Aska · 
1983: Danijel Popović · 
1984: Vlado & Izolda · 
1986: Doris Dragović · 
1987: Novi Fosili · 
1988: Srebrna Krila · 
1989: Riva · 
1990: Tajči · 
1991: Bebi Dol · 
1992: Extra Nena
1993: Put · 
1994: Tony Cetinski · 
1995: Magazin & Lidija · 
1996: Maja Blagdan · 
1997: ENI · 
1998: Danijela · 
1999: Doris Dragović · 
2000: Goran Karan · 
2001: Vanna · 
2002: Vesna Pisarović · 
2003: Claudia Beni · 
2004: Ivan Mikulić · 
2005: Boris Novković · 
2006: Severina · 
2007: Dragonfly feat. Dado Topić · 
2008: Kraljevi Ulice & 75 Cents · 
2009: Igor Cukrov feat. Andrea Šušnjara · 
2010: Feminnem · 
2011: Daria Kinzer · 
2012: Nina Badrić · 
2013: Klapa s Mora · 
2016: Nina Kraljić · 
2017: Jacques Houdek · 
2018: Franka Batelić · 
2019: Roko · 
2021: Albina Grčić · 
2022: Mia Dimšić · 
2023: Let 3 · 
2024: Baby Lasagna · 
2025: Marko Bošnjak